# Thagria soosi
Thagria soosi är en insektsart som beskrevs av Nielson 1977. Thagria soosi ingår i släktet Thagria och familjen dvärgstritar. Inga underarter finns listade i Catalogue of Life.